# Begonia sect. Trachelocarpus
Begonia sect. Trachelocarpus es una sección del género Begonia, perteneciente a la familia de las begoniáceas, a la cual pertenecen las siguientes especies: 

## Especies
- Begonia angraensis
- Begonia depauperata
- Begonia fulvosetulosa
- Begonia herbacea
- Begonia lanceolata
- Begonia vellozoana